# Grande Prêmio da África do Sul de 1980
Resultados do Grande Prêmio da África do Sul de Fórmula 1 realizado em Kyalami em 1º de março de 1980. Terceira etapa da temporada, foi vencido pelo francês René Arnoux, da Renault, que subiu ao pódio ladeado por seus compatriotas, Jacques Laffite e Didier Pironi, pilotos da Ligier-Ford.

## Resumo

### Última pole de Jabouille
Nenhum francês triunfou no Grande Prêmio da África do Sul até hoje, mas a julgar pela geografia tal história chegará ao fim em 1980, pois como o circuito de Kyalami situa-se mil e oitocentos metros acima do nível do mar, os motores turbo da Renault ganham ainda mais força em relação aos demais e como se não fosse o bastante a reta de Crowthorne apresenta-se como o local ideal para despejar tanta potência antes de chegar à região sinuosa da pista. Nos treinos extraoficiais de quarta-feira o melhor tempo foi de Jean-Pierre Jabouille em sua Renault amarela com a Ligier de Jacques Laffite vindo a seguir enquanto René Arnoux foi o terceiro com a outra Renault num treino onde o novato Alain Prost e o veterano Clay Regazzoni bateram no guard rail interrompendo a sessão. O francês da McLaren, inclusive, quebrou o pulso e não correrá no sábado. Outra vítima de acidente em Kyalami foi Marc Surer, cuja ATS perdeu o freio deixando o suíço preso nas ferragens após bater na mureta de proteção. Resgatado pelos bombeiros, ele sofreu ferimentos nas pernas e não estará na etapa sul-africana.
Calendário à parte, o grid de largada foi definido na quinta-feira quando a Renault capturou a primeira fila com Jean-Pierre Jabouille e René Arnoux enquanto Nelson Piquet fincou sua Brabham em terceiro lugar na frente de Jacques Laffite e Didier Pironi, dupla da Ligier, com a Williams de Carlos Reutemann em sexto lugar. Tais posições quedaram inalteradas no dia seguinte, mesmo assim houve mudanças, a começar pela ascensão de Patrick Depailler para o sétimo lugar com sua Alfa Romeo, um posto à frente da Williams de Alan Jones, o líder do campeonato. Circuscrita à quinta fila do grid, a Ferrari vivia o seu calvário sem fim no pós-título enquanto a Shadow participou pela última vez de um Grande Prêmio com o vigésimo quinto lugar de Geoff Lees, embora a equipe de Northampton fundada por Don Nichols tenha disputado classificações até o Grande Prêmio da França de 1980, dias antes de fechar as portas. Saliente-se que a África do Sul foi palco da sexta e última pole position na carreira de Jean-Pierre Jabouille.

### Domínio francês em Kyalami
Jean-Pierre Jabouille e René Arnoux mantiveram as posições de largada e comandaram a prova em dobradinha por 61 voltas quando o pneu de Jabouille foi pelos ares e seu companheiro de equipe assumiu o controle da prova. Até então a disputa ficou circunscrita ao terceiro lugar, posição inicialmente ocupada por Alan Jones até a ultrapassagem de Jacques Laffite. Líder do campeonato, o australiano da Williams parecia resignado com o quarto posto, mas na volta 34 seu câmbio quebrou e Carlos Reutemann herdou a posição em disputa, com a Tyrrell de Jean-Pierre Jarier em quinto e a Brabham de Nelson Piquet em sexto lugar. A torcida local viu Jody Scheckter abandonar por quebra de motor após 14 voltas e para desgosto da Ferrari, Gilles Villeneuve não resistiu a uma falha no sistema de transmissão dezessete giros mais tarde. Em meio à frustração dos espectadores, um fato passou despercebido: Jody Scheckter tornou-se o último sul-africano a correr diante de seu público, algo ainda vigente em 2021.
Enquanto Jabouille estava na pista, René Arnoux aproximou-se de por mais de uma vez de seu companheiro de equipe, mas não executou a manobra de ultrapassagem, contudo a situação mudou quando a Renault ficou somente com um carro na pista e assim Arnoux fez valer seu melhor equipamento e abriu grande vantagem para Jacques Laffite enquanto Didier Pironi não tinha como aproximar-se da outra Ligier, pois este demorou para assumir o terceiro lugar após um duelo férreo com a Brabham de Nelson Piquet e a Williams de Carlos Reutemann quando faltavam dez voltas para o fim da corrida enquanto Jochen Mass posicionou a Arrows em sexto lugar. Com esses resultados a liderança do campeonato está nas mãos de René Arnoux com 18 pontos enquanto Alan Jones tem 13, quatro a mais que Nelson Piquet. No mundial de construtores o placar é favorável para a Renault com 18 pontos ante 15 da Williams, mas o terceiro lugar nesse quesito era da Ligier com 13 pontos, pois na Brabham Ricardo Zunino jamais pontuou desde que foi contratado por Bernie Ecclestone quando Niki Lauda abandonou a Fórmula 1 no Grande Prêmio do Canadá de 1979.
Com René Arnoux em primeiro, Jacques Laffite em segundo e Didier Pironi em terceiro, a prova sul-africana presenciou uma tripla glória francesa, cena impressionante de tão rara. A última vez que pilotos de um mesmo país conquistaram todos os degraus do pódio foi no Grande Prêmio dos Estados Unidos de 1968. Aquele fim de semana em Watkins Glen, marcado também pela estreia do vetusto Mario Andretti, resultou em três britânicos no pódio: Jackie Stewart, Graham Hill e John Surtees. 

### Retorno apenas em 1982
Em 21 de novembro de 1980 a Federação Internacional de Automobilismo Esportivo (FISA) divulgou o calendário de 1981 e nele a etapa sul-africana foi marcada para 7 de fevereiro, mas uma queda de braço com a Associação dos Construtores da Fórmula 1 (FOCA) em torno do controle político e econômico da Fórmula 1 transformou a prova em Kyalami num evento de Fórmula Livre, sem relação com a categoria e por conta disso a África do Sul regressou ao calendário da velocidade apenas em 1982.

## Classificação

### Treinos
| Pos.   | Nº | Piloto                | Construtor      | Tempo   | Dif.   |
| ------ | -- | --------------------- | --------------- | ------- | ------ |
| 1      | 15 | Jean-Pierre Jabouille | Renault         | 1:10.00 | -      |
| 2      | 16 | René Arnoux           | Renault         | 1:10.21 | + 0.11 |
| 3      | 5  | Nelson Piquet         | Brabham-Ford    | 1:11.87 | + 1.87 |
| 4      | 26 | Jacques Laffite       | Ligier-Ford     | 1:11.88 | + 1.88 |
| 5      | 25 | Didier Pironi         | Ligier-Ford     | 1:12.11 | + 2.11 |
| 6      | 28 | Carlos Reutemann      | Williams-Ford   | 1:12.15 | + 2.15 |
| 7      | 22 | Patrick Depailler     | Alfa Romeo      | 1:12.16 | + 2.16 |
| 8      | 27 | Alan Jones            | Williams-Ford   | 1:12.23 | + 2.23 |
| 9      | 1  | Jody Scheckter        | Ferrari         | 1:12.32 | + 2.32 |
| 10     | 2  | Gilles Villeneuve     | Ferrari         | 1:12.38 | + 2.38 |
| 11     | 29 | Riccardo Patrese      | Arrows-Ford     | 1:12.50 | + 2.50 |
| 12     | 23 | Bruno Giacomelli      | Alfa Romeo      | 1:12.51 | + 2.51 |
| 13     | 3  | Jean-Pierre Jarier    | Tyrrell-Ford    | 1:12.70 | + 2.70 |
| 14     | 12 | Elio de Angelis       | Lotus-Ford      | 1:12.74 | + 2.74 |
| 15     | 11 | Mario Andretti        | Lotus-Ford      | 1:12.93 | + 2.93 |
| 16     | 4  | Derek Daly            | Tyrrell-Ford    | 1:13.04 | + 3.04 |
| 17     | 6  | Ricardo Zunino        | Brabham-Ford    | 1:13.05 | + 3.05 |
| 18     | 20 | Emerson Fittipaldi    | Fittipaldi-Ford | 1:13.23 | + 3.23 |
| 19     | 29 | Jochen Mass           | Arrows-Ford     | 1:13.25 | + 3.25 |
| 20     | 14 | Clay Regazzoni        | Ensign-Ford     | 1:13.25 | + 3.25 |
| 21     | 7  | John Watson           | McLaren-Ford    | 1:13.61 | + 3.61 |
| 22     | 12 | Alain Prost           | McLaren-Ford    | 1:13.76 | + 3.76 |
| 23     | 31 | Eddie Cheever         | Osella-Ford     | 1:13.83 | + 3.83 |
| 24     | 21 | Keke Rosberg          | Fittipaldi-Ford | 1:13.84 | + 3.84 |
| 25     | 17 | Geoff Lees            | Shadow-Ford     | 1:14.46 | + 4.46 |
| 26     | 9  | Marc Surer            | ATS-Ford        | 1:14.54 | + 4.54 |
| 27     | 18 | David Kennedy         | Shadow-Ford     | 1:15.23 | + 5.23 |
| 28     | 10 | Jan Lammers           | ATS-Ford        | 1:15.29 | + 5.29 |
| Fonte: |    |                       |                 |         |        |

### Corrida
| Pos    | Nº | Piloto                | Construtor      | Voltas | Tempo/Diferença  | Grid | Pontos |
| ------ | -- | --------------------- | --------------- | ------ | ---------------- | ---- | ------ |
| 1      | 16 | René Arnoux           | Renault         | 78     | 1:36:52.54       | 2    | 9      |
| 2      | 26 | Jacques Laffite       | Ligier-Ford     | 78     | + 34.07          | 4    | 6      |
| 3      | 25 | Didier Pironi         | Ligier-Ford     | 78     | + 52.49          | 5    | 4      |
| 4      | 5  | Nelson Piquet         | Brabham-Ford    | 78     | + 1:01.02        | 3    | 3      |
| 5      | 28 | Carlos Reutemann      | Williams-Ford   | 77     | + 1 volta        | 6    | 2      |
| 6      | 30 | Jochen Mass           | Arrows-Ford     | 77     | + 1 volta        | 19   | 1      |
| 7      | 3  | Jean-Pierre Jarier    | Tyrrell-Ford    | 77     | + 1 volta        | 13   |        |
| 8      | 20 | Emerson Fittipaldi    | Fittipaldi-Ford | 77     | + 1 volta        | 18   |        |
| 9      | 14 | Clay Regazzoni        | Ensign-Ford     | 77     | + 1 volta        | 20   |        |
| 10     | 6  | Ricardo Zunino        | Brabham-Ford    | 77     | + 1 volta        | 17   |        |
| 11     | 7  | John Watson           | McLaren-Ford    | 76     | + 2 voltas       | 21   |        |
| 12     | 11 | Mario Andretti        | Lotus-Ford      | 76     | + 2 voltas       | 15   |        |
| 13     | 17 | Geoff Lees            | Shadow-Ford     | 70     | Suspensão        | 24   |        |
| Ret    | 23 | Bruno Giacomelli      | Alfa Romeo      | 69     | Motor            | 12   |        |
| Ret    | 15 | Jean-Pierre Jabouille | Renault         | 61     | Perda de roda    | 1    |        |
| Ret    | 4  | Derek Daly            | Tyrrell-Ford    | 61     | Pneu estourado   | 16   |        |
| Ret    | 21 | Keke Rosberg          | Fittipaldi-Ford | 58     | Acidente         | 23   |        |
| NC     | 22 | Patrick Depailler     | Alfa Romeo      | 53     | Não classificado | 7    |        |
| Ret    | 27 | Alan Jones            | Williams-Ford   | 34     | Câmbio           | 8    |        |
| Ret    | 2  | Gilles Villeneuve     | Ferrari         | 31     | Transmissão      | 10   |        |
| Ret    | 1  | Jody Scheckter        | Ferrari         | 14     | Motor            | 9    |        |
| Ret    | 29 | Riccardo Patrese      | Arrows-Ford     | 10     | Bateu            | 11   |        |
| Ret    | 31 | Eddie Cheever         | Osella-Ford     | 8      | Bateu            | 22   |        |
| Ret    | 12 | Elio de Angelis       | Lotus-Ford      | 1      | Bateu            | 14   |        |
| DNS    | 8  | Alain Prost           | McLaren-Ford    |        | Pulso quebrado   |      |        |
| DNS    | 14 | Marc Surer            | ATS-Ford        |        | Pernas feridas   |      |        |
| DNQ    | 18 | David Kennedy         | Shadow-Ford     |        |                  |      |        |
| DNQ    | 10 | Jan Lammers           | ATS-Ford        |        |                  |      |        |
| Fonte: |    |                       |                 |        |                  |      |        |

## Tabela do campeonato após a corrida
| Pos.   | Pilotos         | Pontos |
| ------ | --------------- | ------ |
| 1      | René Arnoux     | 18     |
| 2      | Alan Jones      | 13     |
| 3      | Nelson Piquet   | 9      |
| 4      | Didier Pironi   | 7      |
| 5      | Elio de Angelis | 6      |
| Fonte: |                 |        |

| Pos.   | Construtor    | Pontos |
| ------ | ------------- | ------ |
| 1      | Renault       | 18     |
| 2      | Williams-Ford | 15     |
| 3      | Ligier-Ford   | 13     |
| 4      | Brabham-Ford  | 9      |
| 5      | Lotus-Ford    | 6      |
| Fonte: |               |        |

- Nota: Somente as primeiras cinco posições estão listadas. As quatorze etapas de 1980 foram divididas em dois blocos de sete e neles cada piloto podia computar cinco resultados válidos não havendo descartes no mundial de construtores.